# ماكس باور (جندي)
ماكس هيرمان باور (بالألمانية: Max Bauer)‏ كان الكولونيل ماكس هيرمان باور (31 يناير 1869 - 6 مايو 1929) ضابطًا في هيئة الأركان العامة الألمانية وخبيرًا في المدفعية في الحرب العالمية الأولى. باعتباره أحد رعايا إريك لودندورف، تم تعيينه مسؤولاً عن إمداد الجيش الألماني بالذخيرة في عام 1916. في هذا الدور لعب دورًا رائدًا في برنامج هيندنبورغ والمكائد السياسية للقيادة العليا. في وقت لاحق، كان باور مستشارًا عسكريًا وصناعيًا لجمهورية الصين في عهد تشيانج كاي شيك.

## الترقية في الجيش
ولد باور في كيدلينبرج. بدأ دراسة الطب في برلين، لكنه التحق بعد ذلك كمرشح ضابط في فوج مدفعية القدم 2 (مدفعية ثقيلة) في عام 1888. في العام التالي حضر مدرسة الحرب في هانوفر ثم تم تكليفه. بعد الخدمة العسكرية، في عام 1898 تم تعيينه مساعدًا في مجلس فحص المدفعية (لجنة اختبار المدفعية). في عام 1902 تولى قيادة البطارية كقائد. كان مراقبًا للحرب الروسية اليابانية (1904-195)، وقد أعجب بالطريقة اليابانية 28 دمرت قذائف الهاون سم الحصون الروسية. عندما عاد في عام 1905 انضم إلى قسم الحصن في هيئة الأركان العامة كخبير مدفعي، مما جعله ملمًا بقادة الصناعة والعلوم والهندسة الألمانية. غير قادر على الحصول على إذن لتطوير مدفع هاون ثقيل جديد، لكنه طلب واحدة من كروب مع ذلك. عندما علمت وزارة الحرب أن النموذج الأولي قد اكتمل، أرادوا رفض باور، لكن اختبارات إطلاق النار كانت مثيرة للإعجاب لدرجة أنه تم السماح بمزيد من التطوير في عام 1911. في هذه الأثناء، في عام 1908 انتقل إلى قسم التعبئة في طاقم العمل الذي أخرجه إريك لودندورف - أصبحوا أصدقاء مخلصين. اعتبره لودندورف «أذكى ضابط في الجيش». في العام التالي، تم تعيين باور ضابطًا للأركان العامة، وهو أمر رائع لأنه لم يكن لديه التعليم المتخصص المعتاد. بمساعدة اتصالاته في الصناعة، درس كيف سيعمل الاقتصاد الألماني أثناء الحرب الأوروبية.

## السنوات الأولى من الحرب العالمية الأولى
عندما اندلعت الحرب، تم تعيين الرائد باور في قسم العمليات في القيادة العليا للجيش القيصري الألماني (أو إتش إل، القيادة العليا للجيش) كرئيس للقسم الثاني، والذي كان مسؤولاً عن المدفعية الثقيلة ومدافع الهاون والحصون. في وقت سابق من عام 1914، كانت أول قذائف هاون من طراز Krupp 42 سم، الملقب بـ «بيج بيرثا»، وقذائفها الخارقة جاهزة. لقد حطموا الحصون في بلجيكا وشمال فرنسا. في عام 1915، أجبرت المدافع الضخمة على الاستسلام للتحصينات الروسية الهائلة في بولندا، مثل برزيميسل، قبل التعامل مع المعاقل الصربية في بلغراد. من أجل تطوير مدافع الهاون، حصل باور على شهادة وسام الاستحقاق (بروسيا) ودكتوراه فخرية من جامعة برلين. (في عام 1918 حصل على أوراق البلوط من أجل وسام الاستحقاق (بروسيا). حصل خلال الحرب على 25 ميدالية ألمانية وأجنبية.
قبل الحرب كان قد عمل مع الكيميائي فريتز هابر لتحويل النيتروجين من الهواء إلى سلائف متفجرة، مما سمح للألمان بشن الحرب على الرغم من الحصار البحري لألمانيا الذي منع استمرار استيراد إمدادات النترات التي كانت تأتي من تشيلي قبل الحرب. عندما وصل الخصوم إلى طريق مسدود في خنادقهم على طول الجبهة الغربية، اقترح هابر أنه يمكنهم الاختراق من خلال إطلاق سحابة من غاز الكلور السام، وهو أثقل من الهواء. قدم باور الأموال والعلماء الموجودون بالفعل في الجيش. تم تسميم باور وهابر ودويسبرغ، رئيس الكارتل الكيميائي، وخيولهم في الاختبار الميداني الأول؛ كل ذلك تم تعطيله لعدة أيام. كان حاضرًا في الهجوم الأول، الذي طرد المدافعين من أميال من الخنادق التي تدافع عن مدينة إيبرس، لكنه كان «حزينًا» لأن القائد الأعلى إريش فون فالكنهاين لم يشن سوى هجومًا تشتيتًا، وكشف عن أسرارهم دون أي مكسب تقريبًا. استمر باور في دعم تطوير غازات جديدة، وتكتيكات لاستخدامها بفعالية على الرغم من الأقنعة الواقية، وتعبئة هابر للعلماء للمجهود الحربي.
قام القسم الثاني من القيادة العليا للجيش بتقييم كيفية أداء أسلحتهم في الخدمة الفعلية. على سبيل المثال، في عام 1916، أنتجوا مدفعًا ميدانيًا معدلًا يمكن رفعه إلى 40 درجة، مقارنة بـ 16 درجة سابقًا، وزاد مدى مدافع الهاوتزر الخفيفة بنسبة 43 في المائة إلى 10,000 متر (11,000 يارد). شكلوا وحدة لتطوير تكتيكات هجومية باستخدام جنود العاصفة. كانت دبابة هم الأولى، التي تم تقديمها في مايو 1917، كبيرة جدًا وغير عملية، ولم يتم إنتاج سوى القليل، لذا كان عليهم استخدام دبابات العدو التي تم الاستيلاء عليها. قام كروب ودايملر بتصميم خزان خفيف، ولكن لم يتم السماح بالإنتاج حتى أظهرت الدبابات الخفيفة الفرنسية قيمتها، وبالتالي لم تكن متاحة حتى أبريل 1919. 
عارض باور بشدة خطة فالكنهاين لمهاجمة فردان في عام 1916 على طول جبهة ضيقة على الضفة اليمنى لنهر ميوز، لأن جناحهم سيكون عرضة للمدفعية الفرنسية على الضفة اليسرى — لقد كان في مكانه؛ وسرعان ما اضطروا إلى مهاجمة الضفة اليسرى أيضًا. أثناء ترتيب الدعم المدفعي قبل الهجوم، أقام في مقر الجيش الخامس حيث أصبح صديقًا سريعًا لقائده ولي العهد الأمير فيلهلم؛ ظلوا على اتصال بعد ذلك. في أول هجوم للهجوم أ 42 ضربت قذيفة سم حصن دوماون، مفتاح الدفاع. لم تخترق الخرسانة المسلحة والطبقات الرملية: كانت حصون فردان أكثر صلابة من أي قذائف هاون أطلقت عليها حتى الآن. في وقت لاحق من ذلك العام، شعر باور بالفزع من إصرار فالكنهاين على طول جبهة السوم على حشد المشاة في الخنادق الأولى لصد الهجمات، حيث تم مضغهم من قبل استعدادات المدفعية للوفاق. قرر باور أن فالكنهاين يجب أن يحل محلها صديقه لودندورف، الذي أظهر براعة على الجبهة الشرقية. بدعم من صغار الضباط في أو إتش إل، ضغط بلا كلل على أعلى المستويات في الجيش والحكومة ضد رئيسه، مع انتقادات لفالكنهاين مثل «... قراراته كانت نصف إجراءات وقد تذبذب حتى بشأن هذه». تم استبدال فالكنهاين في 29 أغسطس 1916 بالمارشال بول فون هيندنبورغ كرئيس للأركان مع مدير التموين الأول الجنرال لودندورف كشريك له. بالنسبة لباور كان هذا أعظم انتصار له.

## حرب شاملة
قرر القادة الجدد شن حرب شاملة. أعيد تنظيم قيادة الجيش العليا، وكان القسم الثاني من باور مسؤولاً عن المدفعية الثقيلة وقذائف الهاون والحصون. وضع باور أهدافًا متفائلة للغاية لإنتاج الأسلحة، على سبيل المثال مضاعفة إنتاج المدفع الرشاش ثلاث مرات، فيما أصبح يُعرف باسم برنامج هيندنبورغ. رحب أصدقاؤه الصناعيون بالأوامر لكنهم كانوا بحاجة إلى المزيد من العمال. تم إطلاق سراح الرجال المهرة من القوات المسلحة وتم اقتراح مشروع قانون يجعل معظم الرجال والنساء خاضعين للخدمة الوطنية إلى الرايخستاغ، الذي رفض الإجراءات الأكثر تطرفاً، مثل إغلاق الجامعات باستثناء كليات الطب. لم يكن إجبار النساء على العمل ضروريًا، لأن هناك بالفعل عددًا أكبر من الباحثين عن الوظائف. مشروع القانون الذي تم تمريره أخيرًا كان عديم الفائدة تقريبًا. سرعان ما كان لدى باور ضابط أركان للدعاية وآخر متمركز في برلين من أجل الاتصال السياسي. على الرغم من مجهوداتهم، «فشل الجيش فشلاً ذريعًا بسبب عدم قدرته على التحكم في العمالة وعدم الرغبة في السيطرة على الصناعة. . . .» 
قام باور والنقيب جيير بإعادة كتابة مسودة دليل الجنرال فون هون لوصف الدفاع في العمق. كان الجوهر هو أن أي مهاجم يخترق خطًا أماميًا خفيفًا سيتم تدميره بواسطة الهجمات المضادة. أصبح الدفاع في العمق عقيدة الجيش الألماني خلال الحرب العالمية الثانية.اعتمد قيادة الجيش العليا على حكمه السياسي. رأى لودندورف وباور وجهاً لوجه: بالنسبة لهم «أن تحكم يعني أن تهيمن». لذا فقد احتقروا بالطبع المستشار ثيوبالد فون بيثمان هولفيغ الذي حاول أن يحكم بالإجماع وكان يأمل في التفاوض على السلام. ضغطوا عليه بشدة. تم الضغط على بيثمان للموافقة على حرب الغواصات غير المقيدة، والتي أدخلت الولايات المتحدة في الحرب. في 10 يونيو 1917، قدم باور إلى ماتياس إرزبرغر، نائب الرايخستاغ الكاثوليكي البارز، إحاطة خاصة متشائمة، بما في ذلك تقييمه بأن غواصات يو لا يمكنها الفوز في الحرب. كان باور قد أخطأ. بدلاً من دعم النضال بعمود فقري أكثر صلابة، قدم إرزبرجر قرارًا من أجل سلام تفاوضي بدون ضم. قاوم قيادة الجيش العليا بضراوة. زار ولي العهد برلين للضغط على المشرعين. بقي باور في العاصمة وسط القتال. جاء هيندنبورغ ولودندورف إلى هناك للتهديد بالاستقالة. وقال لهم القيصر «لا يمكن أن يكون هناك مبرر لوجودهم في برلين.»  انسحبوا إلى المقر لتعديل تكتيكاتهم. في 11 يوليو 1917، أرسل هيندنبورغ ولودندورف استقالتهما ما لم يتم استبدال بيثمان هولفيغ وأصدر على الفور البرقيات للصحافة. استقال بيثمان هولفيغ. تم تعديل القرار للدعوة إلى «سلام توازن» وتم تمريره بأغلبية 212 مقابل 126. تم تجاهلها من قبل المستشار الجديد جورج ميكايليس. كانت القيادة العليا للجيش OHL في مقعد السائق السياسي، لكن هدفهم الوحيد كان النصر التام.
في عام 1918، أطلق قيادة الجيش العليا سلسلة من الهجمات الضخمة لتحقيق النصر. بدأ كل هجوم بقذيفة إعصار مدفعية بعدة ملايين. قام باور بتجميع البنادق التي كان يقودها العقيد بروكمولر. مرارًا وتكرارًا كسروا الخطوط البريطانية والفرنسية. بعد أربعة أشهر ناجحة، تم صد هجوم على الفرنسيين على طول نهر مارن بشكل دموي، ثم في 17 يوليو 1918، تم سحق الجناح الأيمن من توجيههم البارز نحو باريس بهجوم فرنسي وأمريكي قوي مشترك بقيادة دبابات حاشدة. أدرك باور أن الحرب قد خسرت وأنه «في اللياقة» يجب أن تنتهي. أبلغ أصدقاءه الصناعيين. اتفق باور وولي العهد على أن ألمانيا بحاجة إلى ديكتاتور، وكان اختيارهم هو لودندورف. تم الكشف عن سوء فهمهم للوضع السياسي للأمة عندما تم فصل لودندورف في 25 أكتوبر — احتقر بشدة أنه فر من البلاد من أجل الأمان. نائب المستشار فريدريش فون باير، العضو الوحيد في الإدارة أيضًا في الرايخستاغ، انتقد باور لتدخله السياسي غير العسكري. أخذ باور هذا اللباس كإشادة بعمله الذي لا يقدر بثمن؛ لكنه تقاعد من الخدمة الفعلية في 31 أكتوبر 1918، بعد بضعة أشهر من ترقيته إلى رتبة عقيد. ووصف أحد الطلاب المقربين من الحرب باور قائلاً: «هناك مزيج غريب من القوة والضعف والحساب والتخلي والذكاء وعدم المنطق في هذا الرجل».

## ما بعد الحرب
كتب عن تجاربه والسياسة الوطنية خلال الحرب.  في عام 1920، كان باور ولودندورف من بين قادة حزب كاب بوتش اليميني، الذي سيطر على الحكومة. تم إجبارهم على الخروج من خلال إضراب عام على مستوى البلاد. تم ترك لودندورف لكن باور اضطر إلى الفرار من البلاد. عمل مستشارًا عسكريًا في الاتحاد السوفيتي وإسبانيا والأرجنتين. عاد إلى ألمانيا في عام 1925 بعد العفو عن جميع المتورطين في الانقلاب.
في عام 1926، اتصل المهندس الصيني تشو تشيا هوا، رئيس جامعة سون يات سين في كانتون، باور للحصول على المشورة بشأن الفرص العسكرية والتجارية في الصين. في عام 1927، زار باور شيانج كاي شيك، الذي عينه مستشارًا عسكريًا، راغبًا في استخدام اتصالاته للحصول على المزيد من الأسلحة والمساعدة الصناعية من ألمانيا. بدأ هذا التعاون الصيني الألماني حتى عام 1941.
في عام 1928، عاد باور إلى ألمانيا لإجراء اتصالات مع الصناعات الألمانية والجيش. ومع ذلك، فإن معاهدة فرساي قيدت إنتاج الأسلحة. بالإضافة إلى ذلك، كان شخصًا غير مرغوب فيه للحكومة الألمانية لأنه شارك في انقلاب كاب. ومع ذلك، كان باور قادرًا على إنشاء وزارة التجارة الصينية وإجراء اتصالات مع البعثة العسكرية الألمانية السرية في نانكينج.
عندما عاد باور إلى الصين، دعا إلى تشكيل جيش أساسي صغير مدعوم من قبل العديد من قوات الميليشيات المحلية. لم يستخدم تشيانغ هذه الأفكار، لأن الميليشيات كانت ستركز القوة العسكرية في أيدي محلية. ومع ذلك، تمكن باور من نقل أكاديمية وامبوا العسكرية من كانتون إلى نانكينغ،  وأصبحت الأكاديمية العسكرية المركزية، وتزويدها بمستشارين ومدربين عسكريين ألمان. ودعا 20 ضابطا ألمانيا إلى الصين للعمل كمدربين في التدريب العسكري والاستخبارات العسكرية. رسميًا، كان باور المستشار الاقتصادي لتشيانج وشجعه على تطوير البنية التحتية.
توفي ماكس باور في شنغهاي، إثر إصابته بالجدري، في 6 مايو 1929، ربما نتيجة إصابته عمداً من قبل أحد أعدائه الصينيين، حيث كان الشخص الوحيد المصاب بالمرض المعدي في المنطقة التي أصيب بها. تم دفنه في الصين بامتياز عسكري. أُعيد رماده لاحقًا إلى ألمانيا ودُفن في اشوينواويشتشه في 5 أغسطس 1929. 

## جوائز
حصل على جوائز منها:
- وسام الاستحقاق.

## روابط خارجية
- مورفي، ماهون: باور، ماكس، في: 1914-1918 على الإنترنت. الموسوعة الدولية للحرب العالمية الأولى .